# Ochil (Mérida)

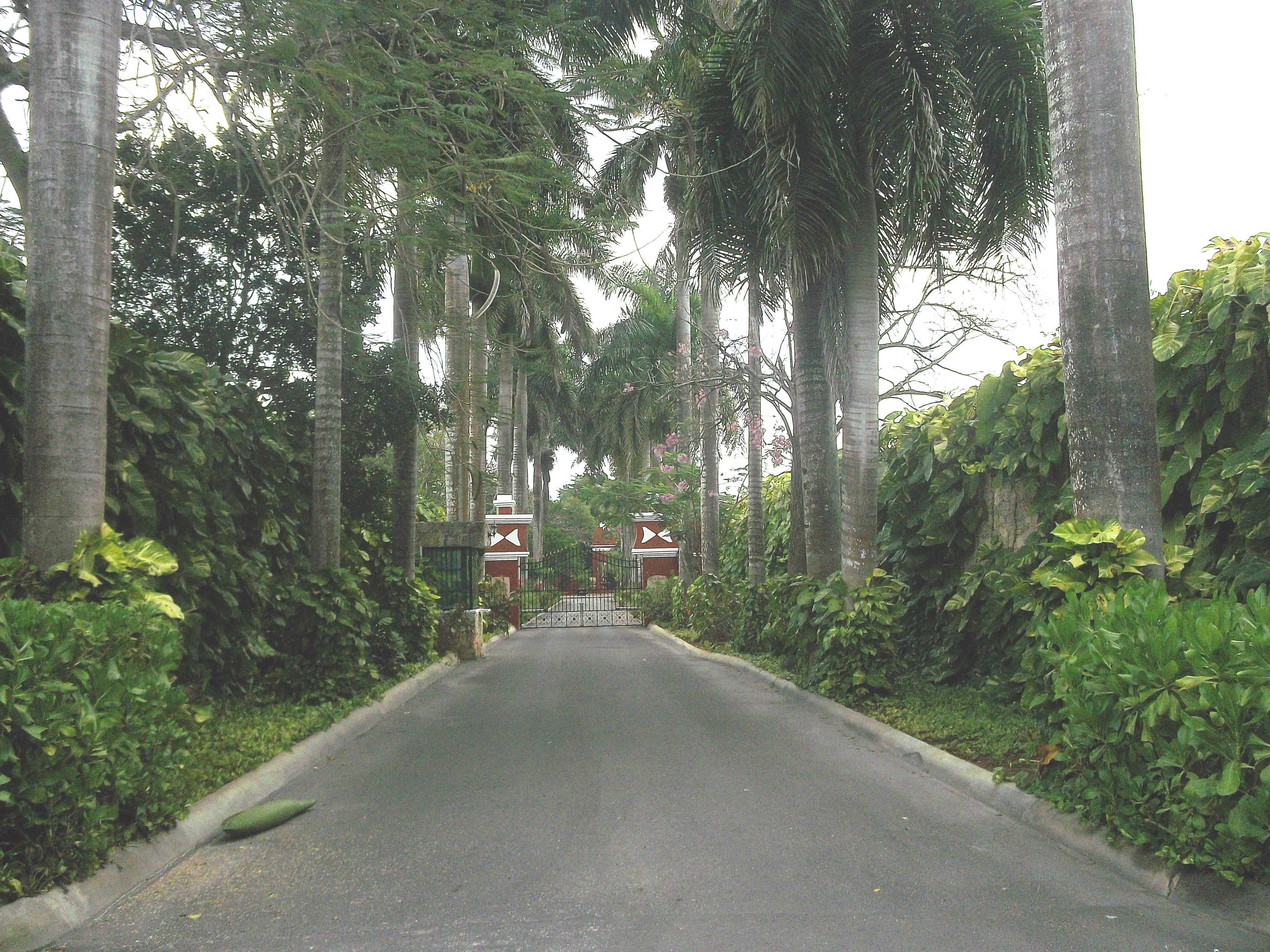
Entrada al casco de la Hacienda

Ochil o Paraje Ochil, es una hacienda ubicada en la ciudad de Mérida, municipio de Mérida, en Yucatán, México. Se encuentra en al norte de la ciudad en la salida al puerto de Progreso de Castro, habiendo sido absorbida por la mancha urbana de la ciudad.

## Datos históricos
- El paraje fue parte integrante de la Hacienda Sodzil y propiedad, como ésta, de Olegario Molina, cabeza de la denominada casta divina de Yucatán.
- En Ochil pasó los últimos años de su vida el poeta Antonio Mediz Bolio.

## Restauración
El viejo casco de la hacienda ha sido restaurado por sus sucesivos propietarios.